# Thelosia
Thelosia is een geslacht van vlinders van de familie Apatelodidae.

## Soorten
- T. camina Schaus, 1896
- T. impedita Dyar, 1928
- T. jorgenseni Schaus, 1927
- T. mayaca Schaus, 1939
- T. meldola Schaus, 1900
- T. minois Schaus, 1892
- T. phalaena Schaus, 1896
- T. postflavida Draudt, 1929
- T. resputa Draudt, 1929
- T. truncata Schaus, 1894
- T. truvena Schaus, 1896